# Bargen (Schaffhausen)
Bargen és un municipi del cantó de Schaffhausen (Suïssa).